# Les Essarts-le-Vicomte
Les Essarts-le-Vicomte é uma comuna francesa na região administrativa do Grande Leste, no departamento de Marne. Estende-se por uma área de 11.29 km², e possui 139 habitantes, segundo o censo de 2018, com uma densidade de 12 hab/km².